# Santa María (departamento de Catamarca)
Santa María é um departamento da Argentina, localizado na província de Catamarca.